# Мукашева, Кайыр
Кайы́р Мука́шева (кирг. Кайыр Мукашева; род. 1 мая 1938, Кызыл-Туу, Иссык-Кульская область) — старший чабан совхоза «Улахол» Тонского района Иссык-Кульской области, Киргизская ССР. Герой Социалистического Труда (1966). Депутат Верховного Совета Киргизской ССР. Член КПСС с 1960 года.

## Биография
Родилась в 1938 году в крестьянской семье в селе Кызыл-Туу.
С 1962 года трудилась чабаном в овцеводческом колхозе «Алтын-Булак» (позднее — совхоз «Улахол») Тонского района. Позднее была назначена бригадиром чабанов.
В 1965 году бригада Кайыр Мукашевой вырастила в среднем по 125 ягнят от каждой сотни овцематок и настригла в среднем по 4,7 килограмм шерсти с каждой овцы. Указом Президиума Верховного Совета СССР от 22 марта 1966 года удостоена звания Героя Социалистического Труда с вручением ордена Ленина и золотой медали «Серп и Молот».
Неоднократно избиралась депутатом Верховного Совета Киргизской ССР (1967—1980).
Проживала в Тонском районе Иссык-Кульской области.